# Нека Бог ти прости
„Нека Бог ти прости“ (на испански: Que te perdone Dios) е мексиканска теленовела от 2015 г., режисирана от Серхио Катаньо и Клаудио Рейес Рубио и продуцирана от Анджели Несма за Телевиса. Версията, написана от Хуан Карлос Алкала, е базирана на радионовелата Pecado mortal, създадена от Каридад Браво Адамс, и на теленовелата, чийто сюжет е въз основата на същата история - Прегърни ме много силно от 2000 г., адаптирана от Рене Муньос и Лиляна Абуд.
В гланите положителни роли са Ребека Джонс, Сурия Вега и Марк Тачер, а в отрицателните са Серхио Гойри, Сабине Мусиер и Алтайр Харабо. Специално участие вземат актьорите Рене Стриклер, Фердинандо Валенсия и първите актриси Мария Сорте и Ана Берта Еспин.

## Сюжет
Рената, млада жена с добро социално положение, се влюбва в Пабло, управител на имота на баща ѝ. Дон Бруно, бащата на Рената, никога не би позволил дъщеря му да се забърка с обикновен работник. След като научава за връзката им, той разпорежда да убият Пабло, без да знае, че Рената е бременна. Бруно прогонва Рената и нейната помощница Макария в друг град, където Рената ражда дъщеря си Абигайл. След измамите на Фаусто Лопес-Гера, Абигайл се завръща в имението на дядо си, като дъщеря на Макария.
Годините минават и Абигайл расте с мисълта, че Рената е нейна кръстница. Тя се превръща в очарователна млада дама, която се влюбва в Матео, племенник на Фаусто, но първаначално, Матео е привлечен от Диана Монтеро.
С течение на времето Матео осъзнава, че истинската му любов е Абигеал, така че те трябва да се изправят пред редица препятствия, за да бъдат заедно завинаги.

## Актьори
Част от актьорския състав:
- Сурия Вега – Абигайл Риос / Абигайл Рамос Флорес
- Марк Тачер – Матео Лопес-Гера Фуентес
- Серхио Гойри – Фаусто Лопес-Гера
- Ребека Джоунс – Рената Флорес Дел Анхел де Лопес-Гера
- Сабине Мусиер – Макария Риос
- Алтайр Харабо – Диана Монтеро
- Мария Сорте – Елена Фуентес вдовица де Лопес-Гера
- Рене Стреклер – Патрисио Дуарте
- Ана Берта Еспин – Констанса Дел Анхел вдовица де Флорес
- Фердинадо Валенсия – Диего Муньос
- Алехандро Авила – Лусио Рамирес
- Мануел Охеда – Мелитон Рамос
- Уайша Уилкинс – Химене Негрете де Сарасуа / Даниела Негрете
- Дасия Гонсалес – Висента Муньос
- Сайде Силвия Гутиерес – Симона Санчес
- Ана Патрисия Рохо – Ефихения де ла Крус и Ферейра
- Брандон Пениче – Пабло Рамос
- Фабиан Роблес – Хулио Акоста Монтеро / Хулиан Монтеро
- Алехандра Прокуна – Едувихес де ла Крус и Ферейра
- Ерик дел Кастийо – Бруно Флорес Рикелме

## Премиера
Премиерата на Нека Бог ти прости е на 16 февруари 2015 г. по Canal de las Estrellas. Последният 116. епизод е излъчен на 26 юли 2015 г.

## Адаптации
Теленовелата „Нека Бог ти прости“ е базирана на радионовелата "Pecado mortal", оригинална история от Каридад Браво Адамс. Други версии на тази история са:
- Игралният филм от 1955 г. с името Pecado mortal с Глория Марин, Силвия Пинал и Виктор Хунко.
- Теленовелата Pecado mortal от 1960 г., продуцирана от Раул Астор и Ернесто Алонсо. С участието на Ампаро Ривейес и Тито Хунко.
- Теленовелата Прегърни ме много силно от 2000 г., продуцирана от Салвадор Мехия. С участието на Виктория Руфо, Фернандо Колунга, Сесар Евора и Арасели Арамбула.